# Dandé (departamento)
Dandé é um departamento ou comuna da província de Houet no Burkina Faso. A sua capital é Dandé.
Em 1 de julho de 2018 tinha uma população estimada em 29311 habitantes.